# 090 (prefisso)
090 è il prefisso telefonico del distretto di Messina, appartenente al compartimento di Catania.
Il distretto comprende la parte nord-orientale della provincia di Messina. Confina con i distretti di Taormina (0942) a sud e di Patti (0941) a ovest.

## Aree locali e comuni
Il distretto di Messina comprende 28 comuni inclusi nelle 4 aree locali di Barcellona Pozzo di Gotto (ex settori di Barcellona Pozzo di Gotto e San Filippo del Mela), Messina (ex settori di Messina e Scaletta Zanclea), Milazzo (ex settori di Lipari e Milazzo) e Spadafora. I comuni compresi nel distretto sono: Barcellona Pozzo di Gotto, Castroreale, Condrò, Gualtieri Sicaminò, Itala, Leni, Lipari, Malfa, Merì, Messina, Milazzo, Monforte San Giorgio, Pace del Mela, Roccavaldina, Rodì Milici, Rometta, San Filippo del Mela, San Pier Niceto, Santa Lucia del Mela, Santa Marina Salina, Saponara, Scaletta Zanclea, Spadafora, Terme Vigliatore, Torregrotta, Valdina, Venetico e Villafranca Tirrena .